# Manifestations de 2020-2021 en Bulgarie
Des manifestations se déroulent en 2020 en Bulgarie, principalement dans la capitale, Sofia. Elles commencent le 9 juillet 2020, lorsque la présidence de la Bulgarie fait l’objet de perquisitions de la police et de procureurs, dans le cadre d’un conflit de longue date entre le Premier ministre, Boïko Borissov, et le chef de l’État, Roumen Radev.

## Contexte
|  |

Lors de l'élection présidentielle bulgare de 2016, Roumen Radev, candidat indépendant soutenu par le Parti socialiste bulgare (BSP), est élu au second tour avec 59,4 % des voix, ce qui entraîne la démission du Premier ministre de centre droit (Citoyens pour le développement européen de la Bulgarie, GERB), Boïko Borissov. Après plusieurs mois de tentatives de formation d'une nouvelle coalition, les principaux partis s’accordent sur la nécessité de nouvelles élections.
Lors des élections législatives de mars 2017, le parti GERB arrive en tête avec 32,5 % des suffrages et 95 sièges sur 240. Ce résultat permet à Boïko Borissov de conserver la fonction de Premier ministre, à la tête d'une coalition GERB-Patriotes unis.
En mars 2019 éclate un scandale touchant d'importantes personnalités au sein du gouvernement ainsi que de GERB. Le site d'investigation bivol.bg, en partenariat avec Radio Free Europe et l'ONG « Fonds anti-corruption » révèle que Tsvetan Tsvetanov, vice-président de GERB, considéré comme le bras droit de Borissov, a acheté un appartement de luxe à un prix bradé de plus d'un quart de sa valeur réelle. Des soupçons de corruption prennent rapidement forme, tandis que le scandale s'étend à plusieurs membres haut placés de GERB, dont les ministres de la Justice, des Sports, de l’Énergie et de la Culture. Tous ont acheté ces logements bradés à la même compagnie : Artex Engineering. Le bureau du procureur général et la Commission nationale anti-corruption ouvrent des enquêtes, tandis que l'ensemble des personnalités concernées démissionnent de leurs fonctions. Le scandale constitue un coup dur pour le gouvernement Borissov, dont la perception devient entachée d'une aura de corruption généralisée. La popularité du parti au pouvoir chute alors à 13 %, et celle du Premier ministre à 28 %. GERB reste cependant en tête des intentions de vote pour les prochaines élections législatives.
Le système judiciaire bulgare est perçu comme particulièrement complaisant à l'égard des puissants. Alors que le niveau de corruption est très élevé dans le pays, aucun responsable politique de premier plan n’a jamais été condamné.
Le dirigeant de centre droit Hristo Ivanov fait l'objet d'une agression médiatisée en juillet 2020. Alors qu'il entendait dénoncer la privatisation illégale d'une plage de la mer Noire par un oligarque proche du pouvoir, des membres du service de sécurité des hautes personnalités l'agressent, révélant la protection dont bénéficie cette personnalité dénuée de toute fonction officielle.

## Déroulement

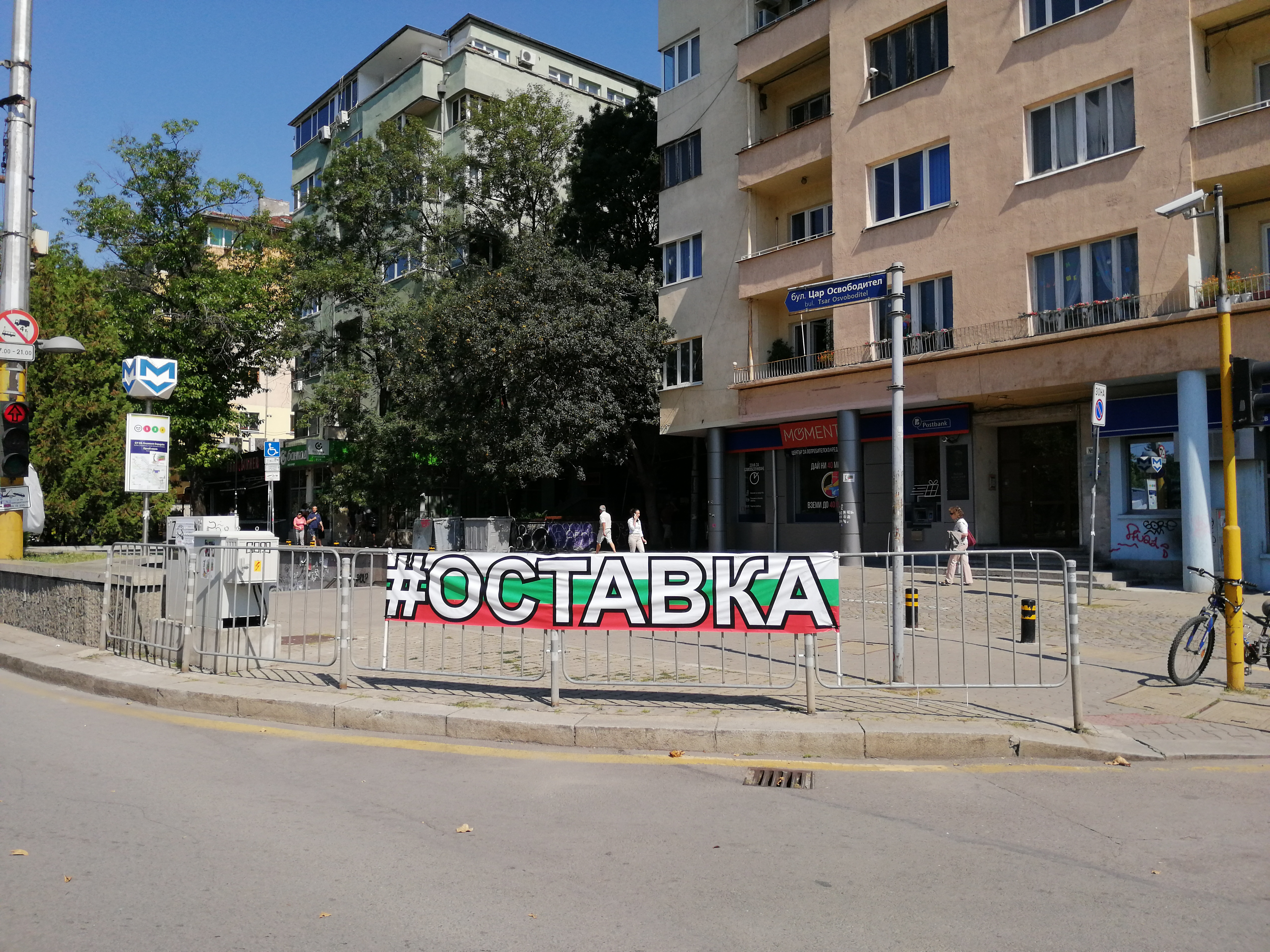
Banderole aux couleurs nationales bulgares sur laquelle est inscrit « #démission » (#оставка), mot d'ordre des manifestants.

En juillet et août 2020, Boïko Borissov est confronté à d’importantes manifestations anti-gouvernementales. Le 24 juillet, il remanie son gouvernement, remplaçant plusieurs ministres, dont les contestés titulaires des portefeuilles des Finances et de l'Intérieur. Mais les manifestations se poursuivent pour exiger la démission du Premier ministre et celle du procureur général. Le 6 août, Boïko Borissov suggère de démissionner en échange du maintien de son parti au pouvoir jusqu'aux élections législatives de 2021.
Le 14 août, il réitère cette proposition en échange de la convocation d'une « Grande Assemblée nationale » pour rédiger une nouvelle Constitution, et propose de réduire le nombre de parlementaires ainsi que de limiter les pouvoirs du Premier ministre, du ministre de la Justice et du parquet. La proposition est rejetée par le président de la République, les manifestants, l'opposition parlementaire et les partenaires de coalition de GERB,.